# Letnie Mistrzostwa Szwecji w Skokach Narciarskich 2018
Letnie Mistrzostwa Szwecji w Skokach Narciarskich 2018 – zawody o mistrzostwo Szwecji na igelicie, które odbyły się w Örnsköldsvik 13 października 2018 roku.
W zawodach w kategorii kobiet, do których przystąpiły tylko dwie zawodniczki, zwyciężyła Astrid Moberg. Drugie, a zarazem ostatnie miejsce, ze stratą ponad stu punktów zajęła obrończyni tytułu sprzed roku Frida Westman.
Wśród mężczyzn bezkonkurencyjny był Simon Eklund, który o przeszło pięćdziesiąt punktów wyprzedził sklasyfikowanego na drugiej lokacie Jonathana Swedberga. Brązowy medal wywalczył uplasowany na trzeciej pozycji Marcus Flemström. Do startu przystąpiło jeszcze dwóch zawodników: Tobias Fröier (4. miejsce) i Andreas Gustafsson (5. miejsce).

## Wyniki
| Msc. | Zawodnik           | Klub             | I seria | II seria | Punkty |
| ---- | ------------------ | ---------------- | ------- | -------- | ------ |
| 1.   | Simon Eklund       | Holmens IF       | 92,0 m  | 93,0 m   | 229,5  |
| 2.   | Jonathan Swedberg  | Sollentuna BHK   | 81,0 m  | 80,0 m   | 175,0  |
| 3.   | Marcus Flemström   | Sollefteå GIF    | 79,0 m  | 79,0 m   | 171,5  |
| 4.   | Tobias Fröier      | IF Friska Viljor | 75,0 m  | 71,0 m   | 144,5  |
| 5.   | Andreas Gustafsson | Sollentuna BHK   | 65,0 m  | 60,0 m   | 91,5   |

| Msc. | Zawodniczka   | Klub             | I seria | II seria | Punkty |
| ---- | ------------- | ---------------- | ------- | -------- | ------ |
| 1.   | Astrid Moberg | IF Friska Viljor | 91,0 m  | 88,0 m   | 218,0  |
| 2.   | Frida Westman | IF Friska Viljor | 70,0 m  | 66,0 m   | 116,5  |